# Warner Communications
Warner Communications foi um empresa americana criada em 1972, quando Kinney National Company decidiu cindir seus bens de entretenimento, devido a um escândalo financeiro sobre as operações de estacionamento, e então mudou seu nome.
Foi a empresa-mãe para a Warner Bros. Pictures e Warner Music Group na década de 1970 e 1980. Também era proprietária da DC Comics e Mad. Warner fez (e depois perdidos) lucros consideráveis com a Atari, que possuía entre 1976 e 1984.
Na década de 1970, a Warner formou uma joint venture com a American Express, nomeada Warner-Amex Sattelite Entertainment, que operava canais a cabo como MTV, Nickelodeon e Showtime. Warner comprou a parte da American Express, em 1984, e vendeu a empresa um ano depois, a Viacom, que rebatizou a empresa para MTV Networks.
Em 1987, foi anunciado que a Warner Communications e a Time Inc. iriam se fundir, mas demorou dois anos para que a fusão ocorresse. A última aquisição que a Warner fez antes da fusão foi a compra da Lorimar-Telepictures. No início de 1990, as companhias se juntaram e foram nomeadas para Time Warner.